# Allianz der Wissenschaftsorganisationen
Die Allianz der Wissenschaftsorganisationen (teilweise auch Allianz der deutschen Wissenschaftsorganisationen) ist ein Zusammenschluss bedeutender deutscher Wissenschafts- und Forschungsorganisationen. Sie nimmt regelmäßig zu Fragen der Wissenschaftspolitik, Forschungsförderung und strukturellen Weiterentwicklung des deutschen Wissenschaftssystems Stellung. Die Organisation veröffentlicht in unregelmäßigen Abständen Stellungnahmen zu forschungspolitischen Themen. Diese werden auf der Website der Allianz der Wissenschaftsorganisationen veröffentlicht.
2008 wurde die Schwerpunktinitiative „Digitale Information“ begonnen, die die Verbesserung der digitalen Informationsversorgung in der Wissenschaft zum Ziel hat. Diese Initiative wird seit 2024 unter als Allianz-Schwerpunkt „Digitalität in der Wissenschaft“ fortgeführt. 2016 hat die Allianz die Informationsinitiative „Tierversuche verstehen“ ins Leben gerufen, die Öffentlichkeit und Medien umfassend über Inhalte und Rahmenbedingungen aktueller Forschung informieren und zu einer sachlichen Diskussion über Tierversuche beitragen soll. Eine weitere Initiative widmete sich im Jahr 2019 der Wissenschaftsfreiheit.

## Mitglieder
Mitglieder sind:
- Alexander von Humboldt-Stiftung
- Deutsche Akademie der Naturforscher Leopoldina
- Deutsche Forschungsgemeinschaft
- Deutscher Akademischer Austauschdienst
- Fraunhofer-Gesellschaft
- Helmholtz-Gemeinschaft Deutscher Forschungszentren
- Hochschulrektorenkonferenz
- Leibniz-Gemeinschaft
- Max-Planck-Gesellschaft
- Wissenschaftsrat

Die organisatorische Federführung wechselt jedes Jahr zu einer anderen Mitgliedsorganisation.
- 2025: Fraunhofer-Gesellschaft[4]
- 2024: Max-Planck-Gesellschaft[5]
- 2023: Leopoldina[6]
- 2022: Deutsche Forschungsgemeinschaft (DFG)[7]
- 2021: Wissenschaftsrat[8]
- 2020: Hochschulrektorenkonferenz[9]
- 2019: Leibniz-Gemeinschaft[10]
- 2018: Fraunhofer-Gesellschaft[11]
- 2017: Helmholtz-Gemeinschaft[12]
- 2016: Leopoldina[13]
- 2015: Max-Planck-Gesellschaft[14]
- 2014: Deutsche Forschungsgemeinschaft (DFG)[15]
- 2013: Hochschulrektorenkonferenz
- 2012: Wissenschaftsrat
- 2011: Leibniz-Gemeinschaft
- 2010: Fraunhofer-Gesellschaft
- 2009: Helmholtz-Gemeinschaft

## Publikationen
Zwischen Ende 2010 und Mitte 2013 veröffentlichte die Allianz eine Broschürenreihe zu den Themenfeldern der vom BMBF formulierten Hightech-Strategie 2020, nämlich den „fünf großen Bedarfsfeldern: Klima und Energie, Gesundheit und Ernährung, Mobilität, Sicherheit und Kommunikation“.
Zu den Themen der Stellungnahmen gehören Urheberrecht, Chancengerechtigkeit, Forschungsinfrastrukturen, Internationalität, Biodiversität, das Wissenschaftszeitvertragsgesetz, die Novellierung der PSI-Richtlinie und die Novellierung des Urheberrechts.
Am 25. Februar 2022 veröffentlichte die Allianz eine Stellungnahme zum russischen Überfall auf die Ukraine im Jahr 2022 auf Deutsch und Englisch.

## Schwerpunkt „Digitalität in der Wissenschaft“
Im Jahr 2008 begann die erste Laufzeit der Schwerpunktinitiative Digitale Information. Ziel war es, die digitale Informationsversorgung in der Wissenschaft zu verbessern. Der Anspruch, „Wissenschaftlerinnen und Wissenschaftler mit der bestmöglichen Informationsinfrastruktur auszustatten, die sie für ihre Forschung brauchen“, prägte die Arbeit dieser ersten Phase, in der die folgenden sechs Themen im Fokus standen: 1. Nationale Lizenzierungen, 2. Open Access, 3. Nationale Hosting-Strategie, 4. Forschungsprimärdaten, 5. Virtuelle Forschungsumgebungen und 6. Rechtliche Rahmenbedingungen. Die erste Phase endete im Jahr 2012. Eine zweite Phase folgte von 2013 bis 2017. In diesem Zeitraum wurde die Kooperation zu diesen Themen fortgesetzt. In der dritten Phase von 2018 bis 2022 wurden folgende acht Themen adressiert: 1. Wissenschaftliches Publikationssystem, 2. Digitale Werkzeuge – Software und Dienste, 3. Digitale Datensammlungen und Textkorpora, 4. Föderieren von IT-Infrastruktur, 5. Digitales Lernen, Lehren und Vernetzen, 6. Digital qualifiziertes Personal, 7. Recht für Wissenschaft im digitalen Zeitalter und 8. Wissenschaftspraxis. Zu jedem der acht Themen wurden Arbeitsgruppen eingesetzt, in denen Experten aus den Organisationen Positionen und Empfehlungen erarbeiteten.
In die Schwerpunktinitiative ist auch das DEAL-Projekt eingebettet, dass sich der Förderung von Open Access widmet. Das Thema Open Access war Gegenstand mehrerer Empfehlungen im Rahmen der Schwerpunktinitiative. Im Jahr 2015 wurden beispielsweise „Positionen zur Schaffung eines wissenschaftsadäquaten Open-Access-Publikationsmarktes“ und 2016 „Empfehlungen zur Open-Access-Transformation“ veröffentlicht. Zudem wurde im Jahr 2014 einen „Appell zur Nutzung offener Lizenzen in der Wissenschaft“ und 2016 einen „Appell zur Offenlegung von Publikationsgebühren“ veröffentlicht; beides Ergebnisse der Zusammenarbeit der Wissenschaftsorganisationen in der Schwerpunktinitiative.
Seit 2024 wurde die Schwerpunktinitiative unter dem Titel Allianz-Schwerpunkt „Digitalität in der Wissenschaft“ fortgeführt. Es werden die folgenden Themen bearbeitet: 1. Weiterentwicklung des wissenschaftlichen Publizierens, 2. Digitale Werkzeuge und ihre Entwicklung, einschließlich Künstlicher Intelligenz und Maschinelles Lernen, 3. Digitale Infrastrukturen, Services und Datentracking, 4. Personal, Aus- und Weiterbildung, 5. Reputation und Anreize sowie 6. Regulatorischer Rahmen und Rechtssetzung.

## Kampagne zur Wissenschaftsfreiheit
Anlässlich des Inkrafttretens des Grundgesetzes vor 70 Jahren warb die Vereinigung für die Wissenschaftsfreiheit unter dem Titel „Freiheit ist unser System. Gemeinsam für die Wissenschaft“ in einer Reihe von Veranstaltungen, Reden, Debatten und Meinungsbeiträgen für die unabhängige Arbeitsweise von Forschung und Lehre und dafür, sich kritisch mit dem eigenen System auseinanderzusetzen und weltweite Gefahren für die Wissenschaftsfreiheit anzumahnen. Die Kampagne, angestoßen von der Max-Planck-Gesellschaft, sollte ein Zeichen für die Freiheit in Forschung und Lehre gegen Einschränkungen und Einflussnahmen setzen. Die Abschlussveranstaltung war am 26. September 2019 im Futurium in Berlin.

## Belege
1. ↑  Schwerpunktinitiative "Digitale Information". In: Schwerpunktinitiative "Digitale Information". Allianz der deutschen Wissenschaftsorganisationen, 2023, abgerufen am 6. Oktober 2023 (deutsch, englisch).
2. ↑  Allianz-Schwerpunkt „Digitalität in der Wissenschaft“. 14. Mai 2024, abgerufen am 29. Juli 2024 (amerikanisches Englisch).
3. ↑  Website von „Tierversuche verstehen“, abgerufen am 26. Oktober 2016.
4. ↑  Allianz der Wissenschaftsorganisationen. Leopoldina, abgerufen am 15. Januar 2025.
5. ↑  Über die Allianz. 2023, abgerufen am 10. Januar 2024.
6. ↑  Allianz der Wissenschaftsorganisationen. Abgerufen am 5. Januar 2023 (deutsch).
7. ↑  Allianz der Wissenschaftsorganisationen. Deutsche Forschungsgemeinschaft (DFG) e. V., 3. Januar 2022, abgerufen am 3. Januar 2022.
8. ↑  Allianz der Wissenschaftsorganisationen. In: Webseite des Wissenschaftsrates. Wissenschaftsrat, 8. Januar 2021, abgerufen am 8. Januar 2021.
9. ↑  Webseite zur Federführung der Hochschulrektorenkonferenz
10. ↑  Webseite zur Federführung der Leibniz-Gemeinschaft
11. ↑  Webseite zur Federführung der Fraunhofer-Gesellschaft
12. ↑  Webseite zur Federführung der Helmholtz-Gemeinschaft
13. ↑  Allianz auf den Seiten der Leopoldina, abgerufen am 9. Januar 2017.
14. ↑  Allianz der Wissenschaftsorganisationen auf mpg.de, abgerufen am 11. März 2015.
15. ↑  Website der 2014 federführenden DFG mit Papieren und Stellungnahmen der „Allianz“, abgerufen am 9. Januar 2017.
16. ↑  So die Bundesforschungsministerin Annette Schavan in den gleichlautenden Grußworten zu den Broschüren.
17. ↑  alle fünf zum Download etwa hier Allianz der Wissenschaftsorganisationen (Memento vom 9. November 2011 im Internet Archive) oder hier: Broschüren der Allianz der Wissenschaftsorganisationen / Alliance of Scientific Organisations
18. ↑  Stellungnahme zur Urheberrechtsnovelle: Wichtiger und bedeutsamer Schritt für die Wissenschaft. Kritik an der Befristung. (PDF) 30. Juni 2017.
19. ↑  Exzellente Wissenschaft braucht familiengerechte Chancen. (PDF) 13. Juli 2017.
20. ↑  Exzellente Wissenschaft braucht exzellente Forschungsinfrastrukturen. (PDF) 23. Februar 2017.
21. ↑  Wissenschaft ist international. (PDF) 3. Februar 2017.
22. ↑  Pressemitteilung: Allianz sieht offenen Zugang zu Digitalen Sequenzinformationen gefährdet. (PDF; 258 kB) 9. Februar 2018
23. ↑  Wissenschaftszeitvertragsgesetz: Anpassung hilft Betroffenen und Wissenschaft. In: Allianz der Wissenschaftsorganisationen. Abgerufen am 29. Dezember 2022 (deutsch).
24. ↑  Pressemitteilung: Stellungnahme der Allianz der Wissenschaftsorganisationen zum Entwurf der EU-Kommission zur Novellierung der Richtlinie über die „Weiterverwendung von Informationen des öffentlichen Sektors“ („Re-Use of Public Sector Information, PSI-Richtlinie“)(PDF) 4. September 2018
25. ↑  Gemeinsame Pressemitteilung: Novellierung Urheberrecht: Wissenschaftsorganisationen fordern umgehende Entfristung. (PDF) Allianz der Wissenschaftsorganisationen, 6. Februar 2020, abgerufen am 12. März 2020.
26. ↑  Seite mit Stellungnahmen und Erklärungen der Allianz im Jahr 2022.
27. ↑  Steuerungsgremium der Schwerpunktinitiative „Digitale Information“ der Allianz der deutschen Wissenschaftsorganisationen,: Schwerpunktinitiative "Digitale Information" der Allianz-Partnerorganisationen. Leitbild 2008-2012. 2008, doi:10.2312/allianzoa.017.
28. ↑  Steuerungsgremium der Schwerpunktinitiative „Digitale Information“ der Allianz der deutschen Wissenschaftsorganisationen,: Den digitalen Wandel in der Wissenschaft gestalten. Die Schwerpunktinitiative „Digitale Information“ der Allianz der deutschen Wissenschaftsorganisationen. Leitbild 2018 - 2022. 2017, doi:10.2312/allianzoa.015.
29. ↑  Ad-hoc-AG Open-Access-Gold in der Schwerpunktinitiative "Digitale Information" der Allianz der deutschen Wissenschaftsorganisationen,, Bruch, Christoph, Deinzer, Gernot, Geschuhn, Kai, Hätscher, Petra, Hillenkötter, Kristine, Kreß, Ulrike, Pampel, Heinz, Schäffler, Hildegard, Stanek, Ursula, Timm, Arnulf, Wagner, Alexander: Positionen zur Schaffung eines wissenschaftsadäquaten Open-Access-Publikationsmarktes : Positionspapier der Ad-hoc-AG Open-Access-Gold im Rahmen der Schwerpunktinitiative „Digitale Information“ der Allianz der deutschen Wissenschaftsorganisationen. 2015, doi:10.2312/allianzoa.008.
30. ↑  Christoph Bruch, Kai Geschuhn, Kristina Hanig, Kristine Hillenkötter, Heinz Pampel, Hildegard Schäffler, Annette Scheiner, Frank Scholze, Ursula Stanek, Arnulf Timm, Marco Tullney: Empfehlungen zur Open-Access-Transformation: strategische und praktische Verankerung von Open Access in der Informationsversorgung wissenschaftlicher Einrichtungen. 2016, doi:10.3249/allianzoa.011 (goettingen-research-online.de [abgerufen am 6. Oktober 2023]).
31. ↑  Deutsche Forschungsgemeinschaft: Appell zur Nutzung offener Lizenzen in der Wissenschaft. In: Deutsche Forschungsgemeinschaft. 2014, abgerufen am 6. Oktober 2023.
32. ↑  Arbeitsgruppe Open Access in der Schwerpunktinitiative „Digitale Information“ der Allianz der deutschen Wissenschaftsorganisationen,: Open Access gestalten, Transparenz schaffen! Appell zur Offenlegung von Publikationsgebühren. 2016, doi:10.2312/allianzoa.013.
33. ↑  Allianz-Schwerpunkt „Digitalität in der Wissenschaft“. 14. Mai 2024, abgerufen am 29. Juli 2024 (amerikanisches Englisch).
34. ↑  Steuerungsgremium des Allianz-Schwerpunkts „Digitalität in der Wissenschaft“, Roland Bertelmann, Angela Cornelia Holzer, Wolfram Horstmann, Lisa Kressin, Rainer Lange: Schwerpunkt "Digitalität in der Wissenschaft" der Allianz der deutschen Wissenschaftsorganisationen. Digitalität gestalten – Offenheit und Souveränität vorantreiben. 2023–2028. 14. Mai 2024, doi:10.5281/zenodo.11189484 (zenodo.org [abgerufen am 29. Juli 2024]).
35. ↑  Website der Kampagne "Freiheit ist unser System", 12. Juli 2019